# 阿倫森 (密歇根州)
阿倫森（英語：Alanson）是位於美國密歇根州埃米特縣的一個村。

## 人口

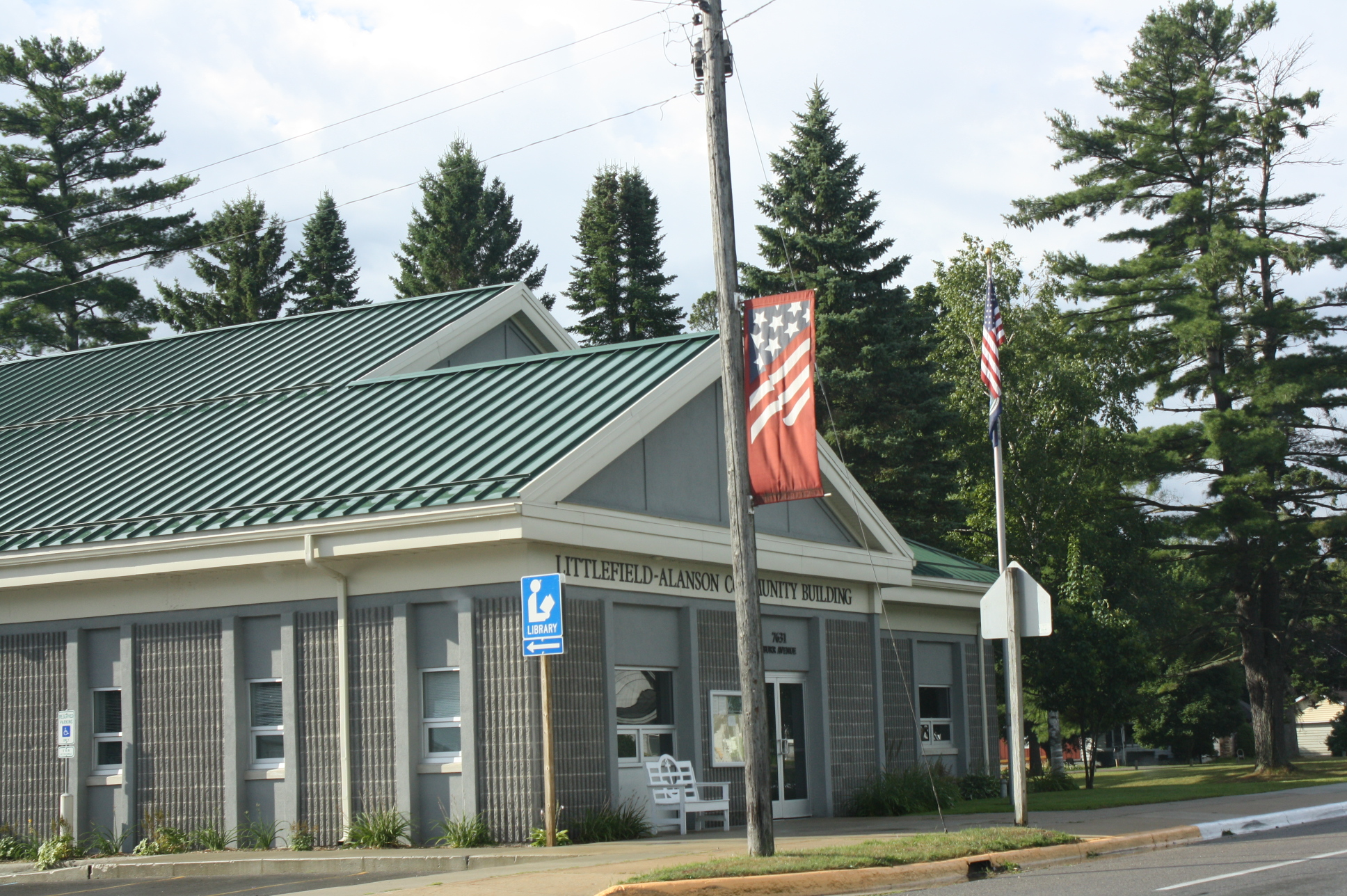
密西根州：阿蘭森、埃米特縣，建築物樣式。

根據2020年美國人口普查的數據，阿倫森的面積為2.63平方千米，當中陸地面積為2.55平方千米，而水域面積為0.08平方千米。當地共有人口778人，而人口密度為每平方千米295人。